# Carriçal
Carriçal (em Crioulo cabo-verdiano (escrito em ALUPEC): Karrisal) é uma aldeia na ilha de São Nicolau de Cabo Verde.

## Aldeias próximas
- Juncalinho, a norte

## Nota
1. ↑  «Resultados de censo de 2010 na Ilha de São Nicolau». Instituto Nacional de Estatística Cabo Verde. 25 de março de 2014